# Vesna Cvjetković

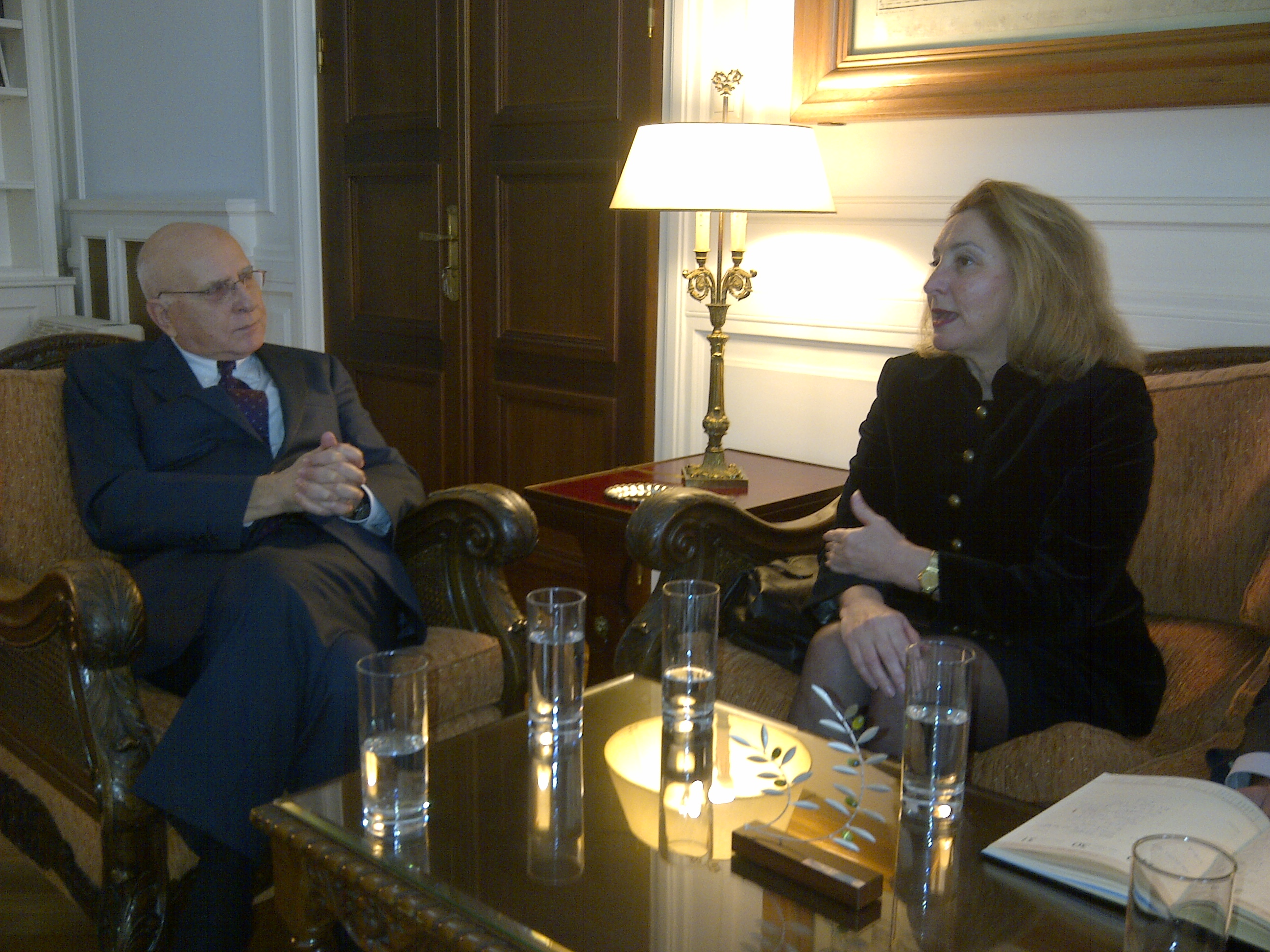
Vesna Cvjetković 2012 im Gespräch mit dem griechischen Außenminister Stavros Dimas

Vesna Cvjetković Kurelec (* 26. November 1954 in Dubrovnik) ist eine kroatische Politikerin und Diplomatin.

## Leben
Von 1961 bis 1972 besuchte sie eine Volksschule und ein Gymnasium in Athen. Es schloss sich von 1973 bis 1980 ein Studium der Theaterwissenschaften und Slawistik mit anschließender Promotion an der Universität Wien an. Parallel arbeitete sie von 1974 bis 1979 für die Dubrovniker Sommerfestspiele und lehrte von 1974 bis 1980 an der Volkshochschule Wien. Sie wirkte dann von 1980 bis 1985 als Leiterin des Archivs und des Museums des Kroatischen Nationaltheaters in Zagreb. Zugleich hatte sie von 1982 bis 1985 einen Lehrauftrag für Literaturtheorie an der Philosophischen Fakultät der Universität Zagreb. Zwischen 1985 und 2000 war sie als Assistentin, wissenschaftliche Assistentin und Universitätsdozentin der Philosophischen Fakultät der Universität Zagreb im Bereich der Klassischen Philologie tätig. Zugleich folgte 1986 bis 1988 ein weiteres Studium der Allgemeinen Sprachwissenschaften und von 1987 bis 1989 der Magister der Philologie an der Philosophischen Fakultät der Universität Zagreb. 1997 promovierte sie dort erneut. 1993 bis 1997 wirkte sie außerdem als Beraterin für Kroatien der Friedrich-Naumann-Stiftung. Von 1997 bis 2000 war sie auch Redakteurin der Zeitschrift Odvjetnik der kroatischen Rechtsanwaltskammer.
1990 trat sie der als konservativ-liberal eingeordneten Kroatisch Sozial-Liberalen Partei (HSLS) bei, in der sie verschiedene Funktionen innehatte und auch bei Wahlen, allerdings erfolglos, kandidierte.
Sie versah von 2000 bis 2003 das Amt als stellvertretende kroatische Außenministerin. Es schloss sich von 2003 bis 2008 ein Einsatz als kroatische Botschafterin in Deutschland an. 2008 bis 2012 war sie Botschafterin in Athen in Griechenland und zugleich in Armenien und Georgien. Anschließend war sie bis 2015 Generalsekretärin des kroatischen Ministeriums für auswärtige und europäische Angelegenheiten.
Sie ist verheiratet und Mutter eines Sohns. Neben Kroatisch spricht sie auch Deutsch, Griechisch und Englisch. Darüber hinaus bestehen Kenntnisse in Französisch und Italienisch.